# Eddy Mitchell
Pour les articles homonymes, voir Mitchell et Moine (homonymie).
Claude Moine, dit Eddy Mitchell, né le 3 juillet 1942 dans le 9e arrondissement de Paris, est un chanteur, parolier et acteur français.
Chanteur vedette du premier groupe de rock français, Les Chaussettes Noires, il connaît le succès dès 1961. En 1962, il commence une carrière solo, durant laquelle il alterne Rock 'n' roll, ballades ou country, en s'orientant, à la fin des années 1970, vers un style plus crooner, sans toutefois tourner le dos aux musiques rock et country qu'il affectionne.
Le 5 septembre 2011, il donne sur la scène de l'Olympia la dernière représentation de sa tournée, annoncée comme sa dernière,,, Ma dernière séance, en référence à La Dernière Séance, l’un de ses succès, mais également à La Dernière Séance, émission de télévision qu'il a présentée pendant dix-sept ans. Cinq ans et deux nouveaux albums plus tard, il remonte sur scène pour une série de concerts au Palais des Sports de Paris. Entre 2014 et 2017, il forme avec Johnny Hallyday et Jacques Dutronc le trio Les Vieilles Canailles.

## Biographie

### Enfance et adolescence
Claude Moine naît dans le 9e arrondissement de Paris et grandit dans un milieu modeste dans le quartier du haut Belleville ; sa mère est employée de banque et son père, Robert Moine, travaille à la Société des transports en commun de la région parisienne.
Adolescent, il se passionne très vite pour le rock 'n' roll et rêve de le chanter. En 1958, il assiste à l'Olympia de Paris à une représentation de Bill Haley and the Comets, découvert quelques années plus tôt, au cinéma avec le film Graine de violence et la chanson Rock Around the Clock qu'interprète l'Américain. Il apprécie également Gene Vincent, le « mauvais garçon » du rock américain qui est le déclencheur de sa vocation pour la chanson. Si son père ne fait rien pour encourager la nouvelle passion de son fils, il ne s'y oppose pas non plus. Son père n'aime pas la musique mais le cinéma, où il va deux fois chaque après-midi et emmène souvent avec lui son fils après l'école.
Comme lui, Claude se passionne pour le cinéma américain, notamment le western, qu'il aime « sous toutes ses formes » et s'intéresse donc à la bande dessinée, notamment au Belge Jijé et son personnage Jerry Spring. Il tente même de devenir dessinateur et, après un refus du magazine Coq hardi, deux de ses dessins humoristiques sont publiés dans le magazine Risque-Tout,,.

### Débuts - Claude Moine devient Eddy Mitchell

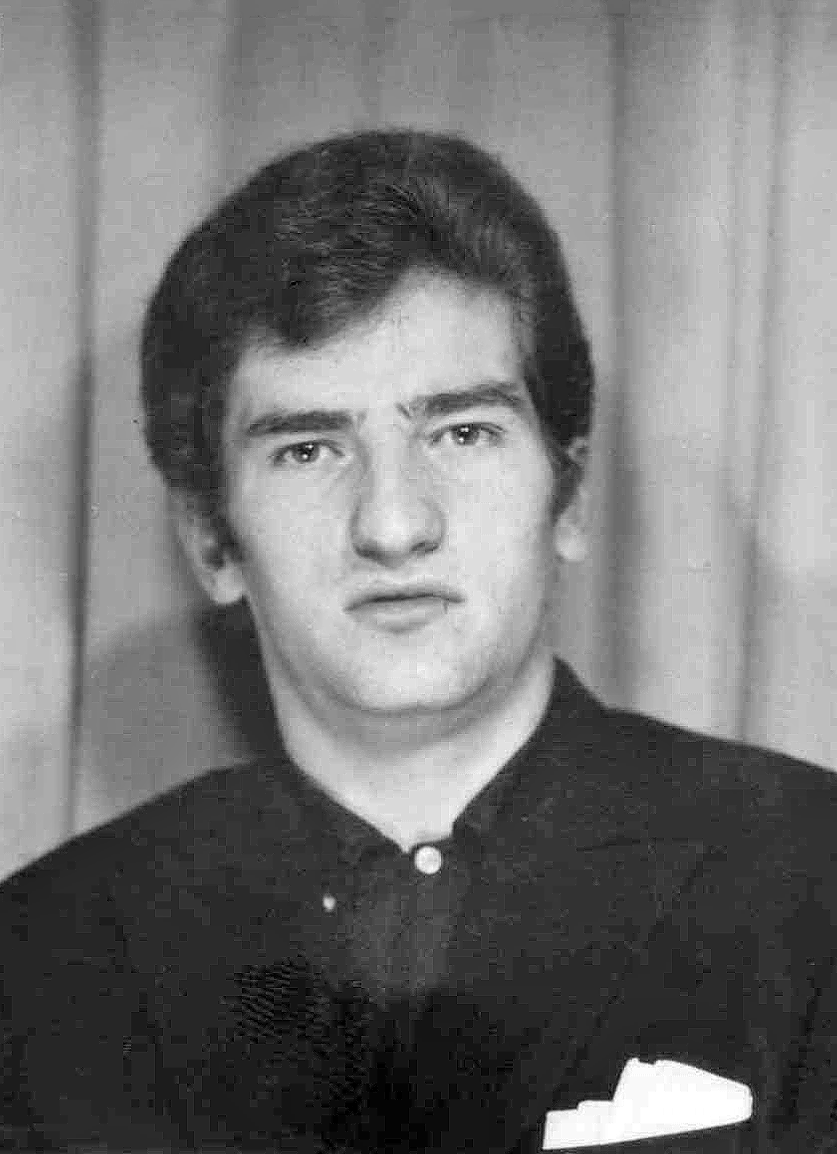
Eddy Mitchell en 1962. Photo d'identité Sacem.

Claude Moine exerce plusieurs petits métiers, notamment coursier dans une agence du Crédit Lyonnais située à proximité du Golf-Drouot, où il passe régulièrement ses après-midis à écouter des disques américains. À quelques pas de là, le 2 février 1957, il chante en amateur pour les employés du Crédit lyonnais, où il est présenté comme un « artiste fantaisiste » ; c'est sa première prestation scénique.
À la fin des années 1950, il commence à se produire dans des bals en interprétant les hits du moment.
C'est alors la formation de son groupe, d'abord brièvement appelé Eddy Dane et les Danners, puis Les Five Rocks transformé en Les Cinq Rocks. Ils se produisent régulièrement sur scène, en particulier dans le « temple du rock », le Golf-Drouot à Paris.
« Pour faire du rock'n'roll, il faut faire américain » pense-t-il. Aussi Claude Moine fait le choix d'Eddy comme prénom de scène, en référence à Eddie Constantine et Moine devient Mitchell, « parce que ça sonne américain ». L'hypothèse est avancée qu'il y aurait « inconsciemment un clin d'œil au nom de son acteur préféré Robert Mitchum ». Maurice Achard soutient que c'est Jean Fernandez qui est l'auteur du pseudonyme.
Il est surnommé « Schmoll » par ses proches, un surnom repris affectueusement par le public. Appréciant les expressions américaines et étant de grande taille par rapport à ses amis, il avait coutume de les appeler familièrement « Small » (« petit ») prononcée avec l'accent français, cette expression donnera naissance au célèbre surnom.

### Débuts professionnels - Les Chaussettes Noires (1961-1963)

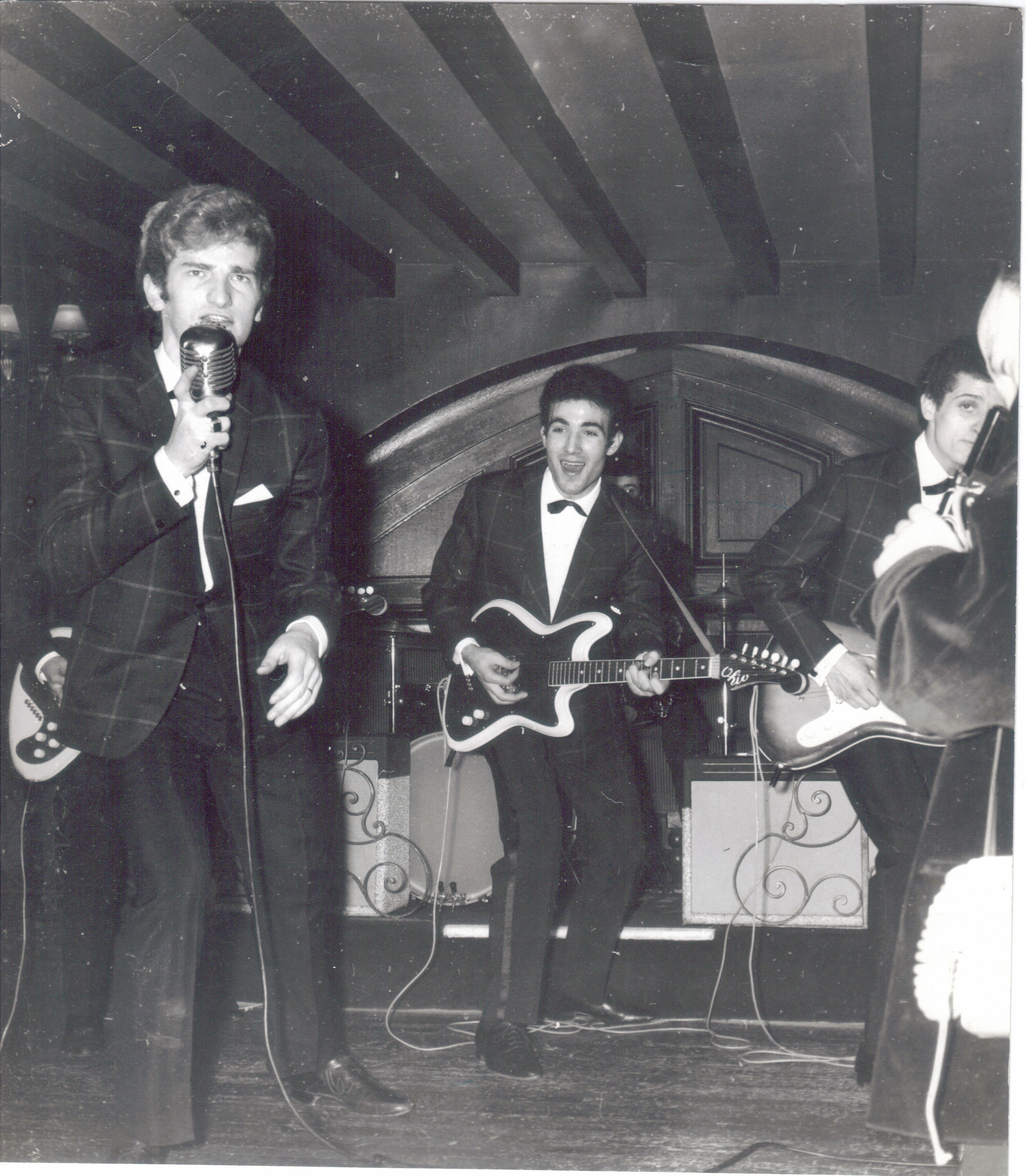
Les Chaussettes noires en 1962.

Après les débuts prometteurs de son ami Johnny Hallyday, Eddy Mitchell décide de tenter sa chance auprès des maisons de disques. En feuilletant l'annuaire, il tombe sur la première : Barclay, ce sera la bonne.
En novembre 1960, les Five Rocks ont rendez-vous aux studios Hoche, où ils sont auditionnés par Jean Fernandez et Henri Marchal, bientôt rejoints par Eddie Barclay. Un contrat de trois ans est signé (par les parents car tous sont mineurs) et le 20 décembre, le groupe est en studio d'enregistrement.
En janvier 1961 sort leur premier disque. À son insu, le groupe Les Five Rocks est renommé Les Chaussettes Noires par Eddie Barclay, qui a conclu un accord promotionnel avec les chaussettes Stemm.
C'est le début du succès pour la formation, considérée (chronologiquement), comme le premier groupe de rock en France,.
Quelque temps après la sortie de leur premier super 45 tours, Les Chaussettes Noires participent au premier festival international de rock organisé au Palais des Sports de Paris le 24 février 1961. Le 18 juin, toujours au Palais des Sports, a lieu le deuxième festival de rock où cette fois ils sont programmés en vedette. La veille, Eddy Mitchell s'est marié avec Françoise Lavit.
Au total, l'année 1961 voit la sortie de six 45 tours des Chaussettes Noires, qui atteignent ainsi les 2 millions de disques vendus, dont 800 000 avec le seul titre Daniela, qui s’est placé numéro 1 des ventes.

### Années de transition (1962-1963)
Le 1er mars 1962, Eddy Mitchell apte au service militaire est incorporé à Montlhéry pour faire ses classes dans le 1er régiment du Train ; la suite de son temps militaire se fait à Paris, où il s'occupe de l'organisation du ciné-club. Eddy précède les autres membres des Chaussettes Noires qui, l'un après l'autre, sont à leur tour incorporés. Durant cette période, les enregistrements continuent tant bien que mal (du fait des permissions qui ne tombent pas toujours au même moment, les sessions studios sont difficiles à organiser). Ainsi, durant l'année, il enregistre avec le groupe une vingtaine de chansons et quatre titres en solitaire sous son nom : Mais reviens-moi, C'est à nous, Quand c'est de l'amour, Angel. Ce premier super 45 tours en solo, qui sort en novembre, se montre très différent. Mitchell, accompagné par l'Opéra House Orchestra, délaisse un temps le rock 'n' roll pour des ballades romantiques.
Militaire, le chanteur se produit sur scène, parfois avec tout ou partie des Chaussettes Noires (les indisponibilités des musiciens du groupe, pour cause d'obligations militaires, commencent à être fréquentes), mais également en soliste. Ainsi à Juan-les-Pins, durant l'été 1962, Eddy Mitchell est accompagné par Les Fantômes. En février 1963, Vic Laurens, qui vient de quitter les Vautours, est sollicité par le groupe pour remplacer son frère Tony, malade, pour une tournée d'un mois en Algérie. En mars 1963, se produisant en banlieue parisienne, Eddy est accompagné par Jean Veidly, bassiste du groupe les Pirates, qui remplace Aldo Martinez au sein des Chaussettes pour une ou deux soirées.
En 1963, Eddy Mitchell enregistre cinq titres avec les Chaussettes et une trentaine sous son nom. S'il revient au rock avec son 2e EP, en revanche la sortie en septembre de son premier album solo Voici Eddy... c'était le soldat Mitchell rompt avec le son brut des Chaussettes Noires. Libéré de ses obligations militaires fin août, il va en octobre à Londres enregistrer un deuxième album solo avec le London All Star de Big Jim Sullivan : Eddy in London qui sort en décembre.
Désirant faire « cavalier seul », sa séparation officielle avec son groupe a lieu le 31 décembre 1963 à Lyon à l'issue d'un dernier gala. À la suite de sa rupture avec les Chaussettes Noires, deux d'entre eux, William Benaïm et Tony d'Arpa, lui intentent un procès pour rupture de contrat (Tony, qui a quitté le groupe en novembre 1963, avant Eddy, se désolidarise très vite de William, désireux de garder de bonnes relations avec lui). Eddy Mitchell fera appel du jugement rendu en première instance en faveur de William et gagnera ce procès en deuxième instance, au terme d'une longue procédure qui prendra fin en 1968.

### Carrière solo (1964-1969)
Avec la publication de ses deux premiers albums en solo, Eddy Mitchell démontre qu'il a musicalement évolué vers d'autres courants musicaux en élargissant son répertoire et son registre vocal, mais qu'il n'en demeure pas moins rockeur. Si besoin était, en guise de confirmation, le second album porte le sous-titre : « Eddy chante 12 R'n'R' Classics ».
Rockeur certes côté musique, car pour ce qui est du look et de l'attitude, là aussi les changements sont visibles. Il arbore — pochettes de disques à l'appui — des costumes sombres, chemises et cravates. Le jeu de scène se modifie aussi. Rien n'est négligé pour conquérir, aussi, un public adulte : « Je pense toucher un public qui aime la variété en général. Quand je suis passé avec Johnny, les gens m'écoutaient dans un silence religieux alors que pour Johnny, ils réagissent différemment. Ce que fait Johnny, je le faisais, (...), car je le ressentais. Mais je ne ressens plus le besoin de me mettre à genoux sur scène, et si j'essayais, ça ne passerait pas. ».
Il confirme avec la publication de deux nouveaux albums Panorama et Toute la ville en parle... Eddy est formidable. Le premier met Chuck Berry à l'honneur avec cinq adaptations et le second contient ses deux premiers véritables tubes depuis ses débuts en solo, Fauché repris de Ray Charles et Toujours un coin qui me rappelle qui s'affirmera durablement comme l'un de ses plus grands succès. En cette année 1964 et pour la seconde fois, il est classé par les lecteurs de Salut les copains en 4e position derrière Hallyday, Claude François et Richard Anthony. Côté scènes, il est parfois accompagné par d'anciens membres des Chaussettes Noires ou des Fantômes, ou encore des Cyclones avec à la guitare, durant quelques mois, Jacques Dutronc.
En 1965, Eddy Mitchell sort l'album Du rock 'n' roll au rhythm 'n' blues qui (comme l'indique son titre), marque une évolution du chanteur vers ce style de musique. À la même période, découvrant Otis Redding et James Brown, il fait également quelques incursions dans la musique soul. Le guitariste Jimmy Page et le batteur Bobby Graham participent aux sessions d'enregistrement à Londres et jouent également sur l'opus suivant Perspective 66.
Eddy Mitchell figure sur la "photo du siècle" prise en avril 1966 par Jean-Marie Périer, qui réunit 46 vedettes françaises du "yéyé".
Malgré d'incontestables succès, notamment les ballades J'ai oublié de l'oublier et Alice, ou encore les rocks S'il n'en reste qu'un et Société anonyme [...], en cette fin de décennie sa carrière est à la peine ; Mai 1968 change la donne et de nouveaux venus dans la chanson s'imposent, les albums Sept colts pour Schmoll (1968) et Mitchellville (1969) connaissent un succès mitigés. Débute alors pour lui une lente traversée du désert.

### Les années 1970
Ce début de décennie est difficile pour Eddy Mitchell. Le succès est un peu moins probant, le chanteur se cherche et se perd dans différents styles musicaux, livrant alors une succession d'albums qui connaissent un succès confidentiel : Rock 'n' Roll (1971) aux influences très marquées par Creedence Clearwater Revival. Michel Polnareff participe au titre Pneumonie Rock et Boogie Woogie toux ; on note aussi la présence aux percussions de l'ex-Chaussettes Noires Gilbert Bastelica. Zig-zag (1972) confirme l'errance musicale du chanteur ; le disque oscille entre hard rock (Le vaudou), Bossa nova (Stop), rhythm and blues (Cash), pop (La nuit des maudits), Tamla Sound (Le jeu) et la variété (C'est facile), le tout ficelé avec Magma et le groupe Zoo. Cette même année (1972), il enregistre un second album, Dieu bénisse le rock'n'roll, bien mal nommé, car de rock 'n' roll il est ici peu question (tout au plus une chanson qui donne son titre à l'album). L'histoire se répète avec l'album Ketchup électrique (1973), (contenant Superstition, reprise de Stevie Wonder). Pas ou peu de titres marquants en ces années. Lucide sur cette période, il évoque ses « hauts et ses bas » dans la chanson Cash, issue de l'album Zig-zag : « Ma carrière est en dents de scie, des succès, parfois l'oubli, mais je n'ai rien à me reprocher, car j'ai toujours chanté avec sincérité ».
Alors que les rééditions des albums des Chaussettes Noires sont des succès, au point que la maison de disques Barclay lui propose de reformer le groupe, le chanteur anime alors l'émission radio En attendant que ça passe sur France Inter et décline l'offre.
La reconquête du public pour le chanteur passe par un retour au rock'n'roll et pour ce faire, sur une idée de son manager Jean Fernandez, il voyage jusqu'à Nashville, où à partir de 1974, il va régulièrement enregistrer dans la capitale du rock et de la musique country. Le succès revient avec les opus Rocking in Nashville (1974), Made in USA (1975) et surtout Sur la route de Memphis (1976) et La Dernière Séance (1977), qui comprennent nombre d'adaptations de pionniers du rock : Chuck Berry (Bye bye Johnny B. Good), À crédit en stéréo, C'est un rocker, C'est la vie mon chéri (1974), Une terre promise (1975) / Little Richard Hey Miss Ann (1976) / Gene Vincent C'est un piège (1974) etc. Avec cette série d'albums, le chanteur trouve un second souffle et revient durablement au premier plan grâce à de nombreux tubes dont Sur la route de Memphis et La dernière séance qui lui valent plusieurs disques d'or. Fort de ce succès qui ne se démentira plus, il persévère et développe un style country rock qui lui vaut de francs succès, comme avec les chansons Il ne rentre pas ce soir (1978) ou Tu peux préparer le café noir (1979).

### Les années 1980-1990
Eddy Mitchell s'oriente de plus en plus vers le style crooner, livrant ainsi quelques-unes de ses plus grandes chansons : Couleur menthe à l'eau (1980), Pauvre baby doll (1981), Le Cimetière des éléphants (1982), La Peau d'une autre (1987), 18 ans demain (1993). Il n'abandonne pas pour autant totalement le Rock 'n' roll, et y revient plus épisodiquement, avec réussite, en témoignent les succès de Nashville ou Belleville (1984) ou encore Lèche-bottes Blues (1989).

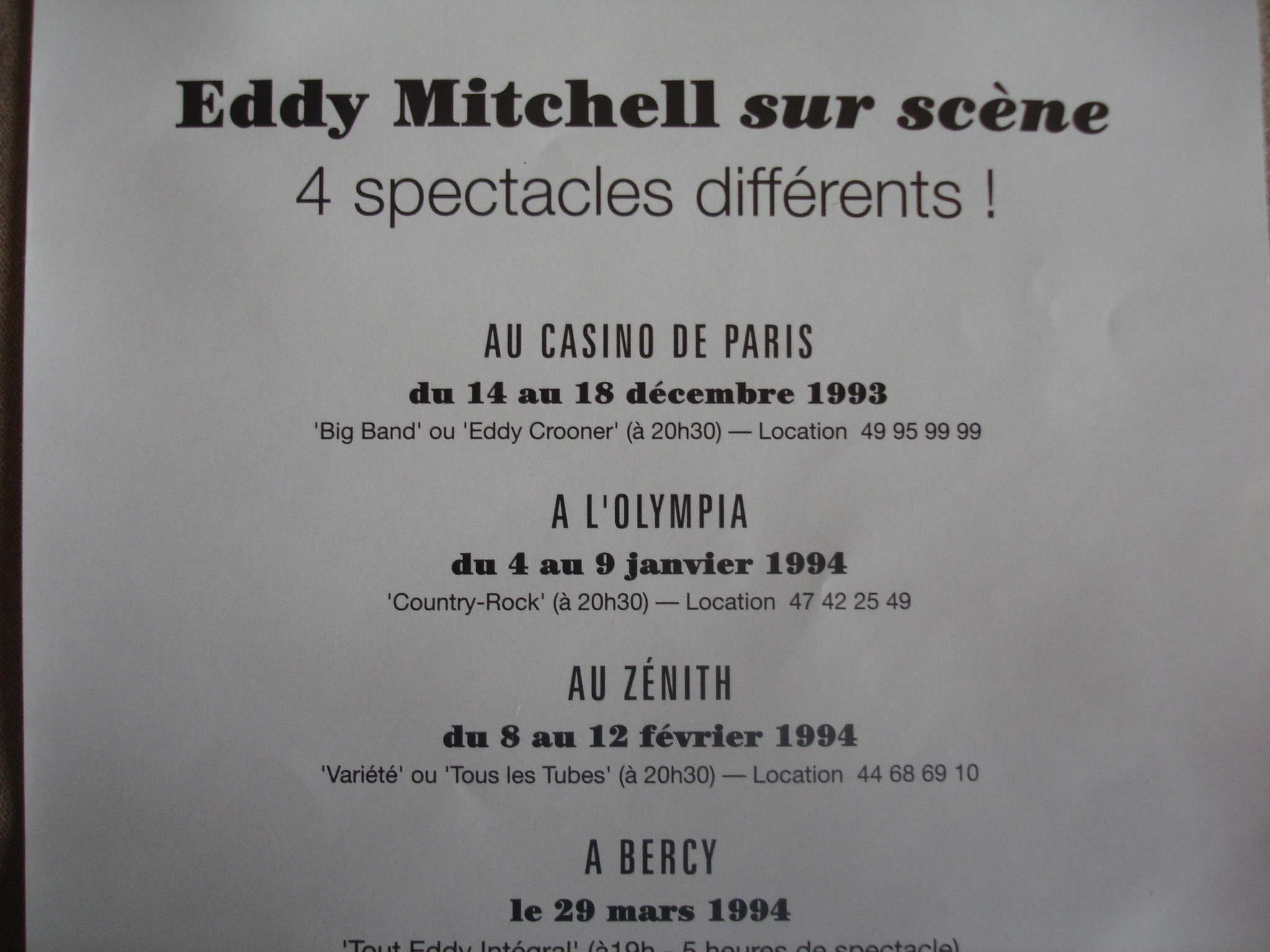
Affiche des concerts d'Eddy Mitchell fin 1993-début 1994 à Paris.

Durant les années 1980 et depuis lors, il se produit régulièrement sur scène à Paris mais aussi en province, a contrario des années 1970 durant lesquelles les tournées du chanteur se firent plus rares. En 1993 et 1994, dans le cadre d'une même tournée, il se produit dans quatre salles différentes à Paris, présentant dans chaque lieu un concept musical différent : Big Band au Casino de Paris (du 14 au 18 décembre 1993), Country-Rock à l'Olympia (du 4 au 9 janvier), au Zénith (8 au 12 février), et enfin le 29 mars 1994 à Bercy qui compile les trois programmes en un tour de chant de cinq heures.
En décembre 1990, son concert en faveur des soldats français en Arabie saoudite lors de la guerre du Golfe est interdit par les autorités saoudiennes, ce qui inspirera la sculpture de Jean-Yves Lechevallier : Aile entravée (harpe et fils de fer barbelés)[réf. nécessaire].

### Les années 2000

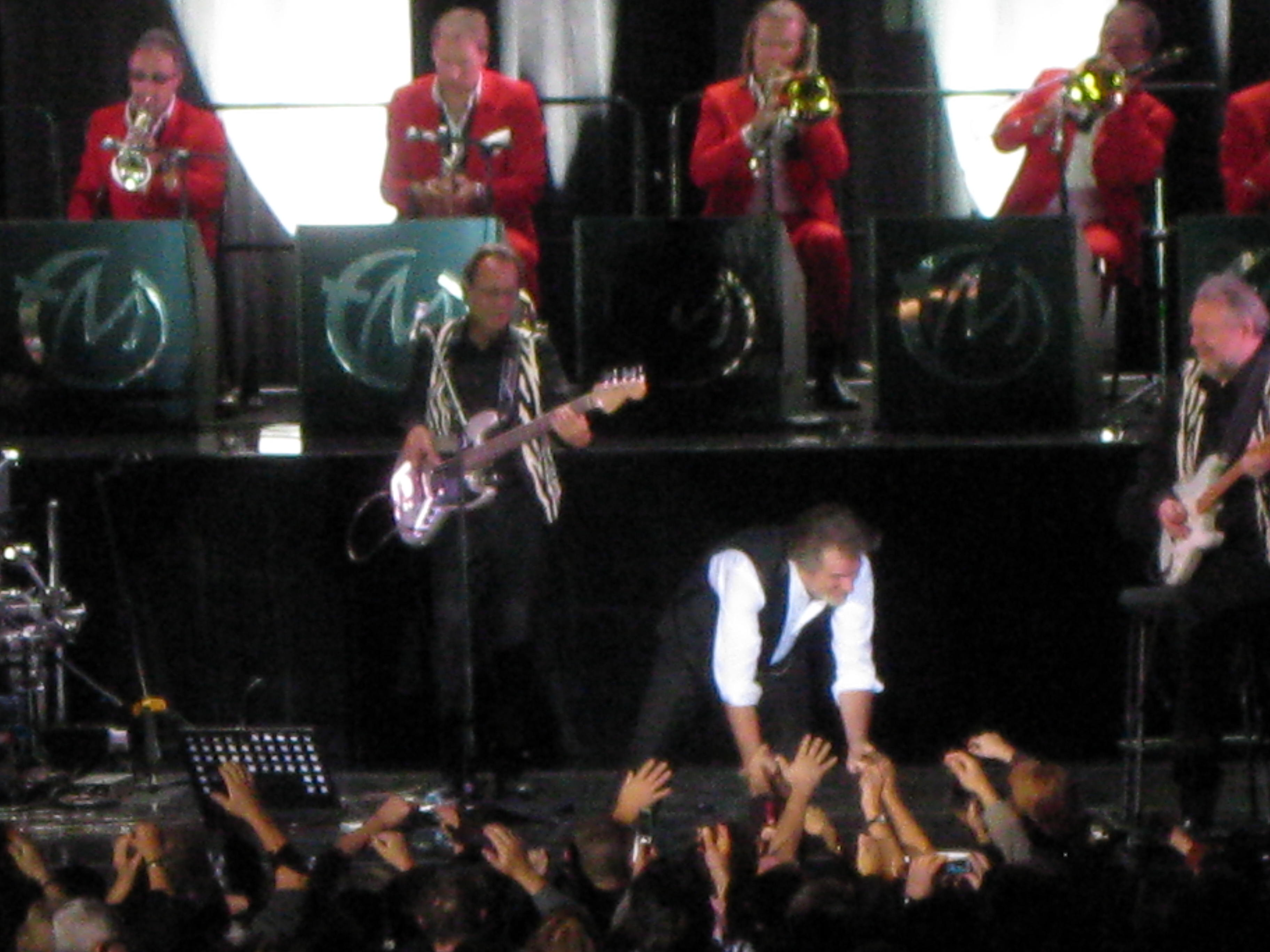
Eddy Mitchell en concert à Lyon, tournée Come Back du 13 novembre 2010.

Le 8 novembre 2009, lors de l'émission Sept à huit sur TF1, Eddy Mitchell annonce : « Ma tournée en 2010-2011 sera la dernière que j'effectuerai ».
En marge de la sortie le 18 octobre 2010 de son nouvel album, Come Back, la cinquième chaîne de télévision diffuse, le 26 novembre 2010, un reportage sur le chanteur. Document d'une heure environ de Xavier Villetard, Mitchell parle essentiellement de sa jeunesse dans le quartier de Belleville et de ses débuts. Cette époque l'a profondément marqué, ses passions d'adulte étant déjà présentes à Belleville : la musique avec la découverte du rock'n'roll et son premier disque, offert par sa mère : Bill Haley dans Rock around the clock ; le cinéma qui le conduira à jouer dans plusieurs films et à animer l'émission La Dernière Séance ; la bande dessinée où il s'est essayé avant de préférer la chanson et dont il possède une belle collection de planches et d'originaux ; les États-Unis où, de Memphis à Los Angeles, il enregistrera nombre de ses albums.

### Les années 2010

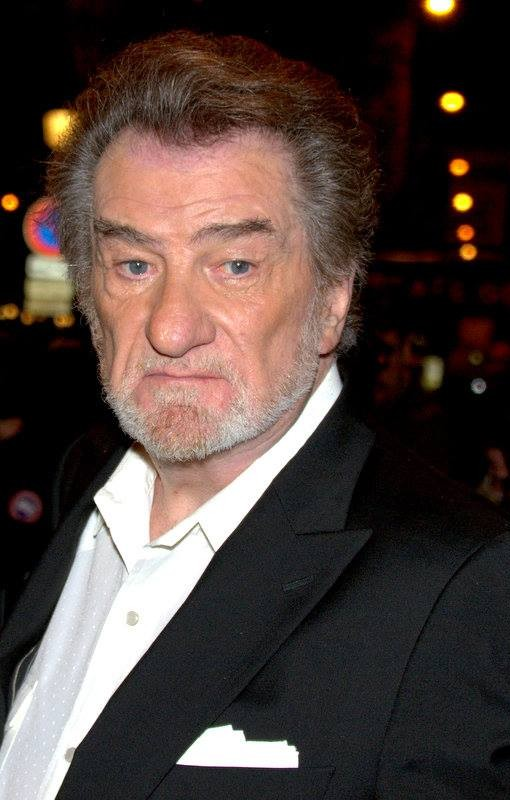
Eddy Mitchell en 2014.

L’ultime tournée d’Eddy Mitchell, intitulée Ma dernière séance, débute en octobre 2010 ; elle compte une centaine de dates à travers la France, la Suisse et la Belgique et fait étape au Palais des Sports de Paris en avril 2011. cette dernière tournée s'achève, là où elle a commencé,, à l'Olympia de Paris en septembre 2011, par trois ultimes représentations. La dernière a lieu le 5 septembre 2011, au terme de laquelle il lance au public qui ne quitte pas la salle après le dernier rappel « Faut rentrer maintenant, c'est fini. Repos. Et vous pouvez fumer ».
Enregistré en mai, à Los Angeles, Héros son nouvel album sort le 11 novembre 2013.
Le 17 décembre 2013, pour les 50 ans de la maison de Radio-France, qu'il a connue à ses débuts, il participe au concert exceptionnel donné pour l'occasion.
En 2014, il partage l'affiche avec Johnny Hallyday dans le film de Claude Lelouch Salaud on t'aime. En novembre de cette même année, il est sur la scène de Bercy avec Jacques Dutronc et Johnny pour le spectacle des Vieilles Canailles.
Le 23 octobre 2015, sort son trente sixième album studio, nommé Big Band. En mars 2016, accompagné par un big band de dix-sept musiciens, il retrouve la scène et son public sur la scène du Palais des Sports de Paris pour treize représentations, du 15 mars au 3 avril.
En juin et juillet 2017, Les Vieilles Canailles sont en tournée en France, Belgique et Suisse, pour 17 représentations, dont deux à Bercy. En novembre, sort un nouvel album nommé La Même Tribu, volume 1. La Même Tribu, volume 2 parait en mai 2018. Avec ces 37e et 38e albums studio, Eddy Mitchell revisite en duos quelques-unes de ses plus grandes chansons. Les pochettes des deux albums sont illustrées par Ralph Meyer,.

### Les années 2020
Le 19 novembre 2021, Eddy Mitchell sort un nouvel album studio Country Rock, sous le label Polydor Universal.
Eddy Michell publie aux Éditions Le Cherche Midi Autobiographie en novembre 2024. Ce même mois, le 29, sort son quarantième album studio, Amigos, enregistré au studio ICP à Bruxelles. Des artistes tels que William Sheller, Alain Chamfort, Pascal Obispo, Sanseverino ont collaboré au disque en tant que compositeur, ainsi qu'Alain et Pierre Souchon qui ont écrit deux chansons,. Quelques jours plus tard, le chanteur annonce pour l'été 2025, une série de concerts, en France, dans plusieurs festivals, accompagné par un big bang conduit par Michel Gaucher,. Le 25 mars, il annonce l'annulation de sa tournée pour des raisons de santé.

### Vie privée

#### Famille
Le 17 juin 1962, Eddy Mitchell épouse Françoise Lavit ; ils ont deux enfants, Eddy, né en 1962, et Marilyne, née en 1965. Le couple se sépare le 16 octobre 1979. 
Le 24 mai 1980, il se marie avec Muriel Bailleul avec qui il a une fille, Pamela, née en 1982, dont son ami Johnny Hallyday est le parrain.

#### Opinions politiques
Abstentionniste de longue date, en 2024, l'artiste déclare voter pour faire « barrage » à l'extrême droite face à la montée du Rassemblement national dans « les résultats des élections françaises ».

## Style, influences et filiations
Comme de nombreux artistes dans les années 1960, tel son ami Johnny Hallyday, Eddy Mitchell se passionne pour une musique venue des États-Unis, le rock'n'roll, et pionnier en la matière (avec Hallyday et quelques autres), il contribue à la rendre populaire en France et à faire connaître nombre d'artistes américains, rockeurs alors pour la plupart totalement inconnus dans l'« hexagone » en ce début de décennie.
Au cours de sa carrière, il adapte et reprend de nombreux titres américains. Parmi les artistes qu'il a souvent chantés, on compte principalement (la liste n'est pas exhaustive) : Gene Vincent, Jerry Lee Lewis, Chuck Berry, Elvis Presley, Buddy Holly, Ray Charles, Eddie Cochran, Bill Haley, Everly Brothers, Carl Perkins…
L'affaire est moins connue, mais en 1965 il a également adapté pour son album Perspective 66 une chanson des Beatles avec You've Got to Hide Your Love Away (Tu ferais mieux de l'oublier) et (I Can't Get No) Satisfaction des Rolling Stones (Rien qu'un seul mot). Il chante une seconde fois les Beatles en 1968 avec The Fool on the Hill (Le fou sur la colline, album Sept colts pour Schmoll).
En 1975, il est fait citoyen d'honneur du Tennessee, ambassadeur du Tennessee en France et - avec Charlie McCoy et Jean Fernandez - shérif de Nashville.
Plus généralement, l'univers américain et la culture américaine sont une source d'inspiration inépuisable, comme l'attestent plusieurs titres : Sur la route de Memphis, Rio Grande, C'est Charlie Brown, Les tuniques bleues et les indiens, Un portrait de Norman Rockwell, Je me fais mon Western, La colline de Blueberry Hill, Le père de James Dean, Le fils de Jerry Lee Lewis, Sur la Route 66…
Il consacre également plusieurs chansons aux artistes qu'il apprécie : La voix d'Elvis (Elvis Presley), Otis (Otis Redding), Good bye Gene Vincent, J'avais deux amis (dédié à Buddy Holly et Eddie Cochran), Mister J.B. (James Brown).
En 2006, la pochette de l'album Jambalaya est illustrée par la reproduction d'une œuvre du peintre américain Thomas Hart Benton, qui évoque une fête ou un festin chez les Cadiens,.
À l'automne 2009, il sort un album intitulé Grand Écran, sur lequel il reprend principalement des standards de films hollywoodiens.

### Sessions américaines
Le chanteur a enregistré plusieurs albums aux États-Unis, les sessions ont lieu à :
- Memphis (Tennessee) :
  1. 1996 – Mr. Eddy (également à Nashville)
  2. 1999 – Les nouvelles aventures d'Eddy Mitchell (également à Los Angeles et Nouvelle-Orléans)
- Nashville (Tennessee) :
  1. 1974 – Rocking in Nashville
  2. 1975 – Made in USA
  3. 1976 – Sur la route de Memphis
  4. 1977 – La Dernière Séance
  5. 1978 – Après minuit
  6. 1979 – C'est bien fait (également à Muscle Shoals Alabama)
  7. 1980 – Happy Birthday (également à Muscle Shoals Alabama)
  8. 1981 – Le Cimetière des éléphants (également Los Angeles et New York)
  9. 1984 – Fan Album (également à Paris)
  10. 1984 – Racines
  11. 1987 – Mitchell
  12. 1996 – Mr. Eddy (également à Memphis)
- Muscle Shoals (Alabama) :
  1. 1967 – De Londres à Memphis (contrairement à ce que laisse croire le titre, les sessions américaines n'eurent pas lieu à Memphis mais en Alabama aux studios Quinvy à Muscle Shoals ; Les sessions anglaises eurent lieu à Londres aux studios Pye[57]).
  2. 1993 – Rio Grande (également à Londres)
- Los Angeles (Californie) :
  1. 2003 – Frenchy
  2. 2013 - Héros (également à Paris)
  3. 2015 - Big Band - Studio Capitol (Studio A)
- Burbank (Californie) :
  1. 2007 – Jambalaya
  2. 2009 – Grand Écran
  3. 2010 – Come Back (également à Paris)

### Le parolier

#### Adaptations et reprises
Eddy Mitchell auteur de la plupart des textes de ses chansons, les signe sous son véritable nom, Claude Moine. Il écrit ses textes — les adaptations, mais aussi ses créations originales — à partir d'une musique, il n'a jamais pu faire le contraire ; une musique l'inspire, pas une page blanche ! Les adaptations de chansons américaines sont fréquentes dans la discographie du chanteur, elles ne constituent pas pour autant l'intégralité de son répertoire. En 1966, sa rencontre avec le pianiste Pierre Papadiamandis est déterminante. Devenu son ami et son compositeur attitré, Pierre Papadiamandis livre dès lors régulièrement des musiques pour Eddy Mitchell. À partir des années 1980, les adaptations se font plus rares tandis que Papadiamandis est davantage mis à contribution. Eddy Mitchell fait parfois appel à d'autres auteurs afin de l'aider à boucler une chanson, par exemple Boris Bergman, appelé en renfort sur Lèche-bottes Blues, qui donnait bien du labeur au chanteur.

## Cinéphile et acteur

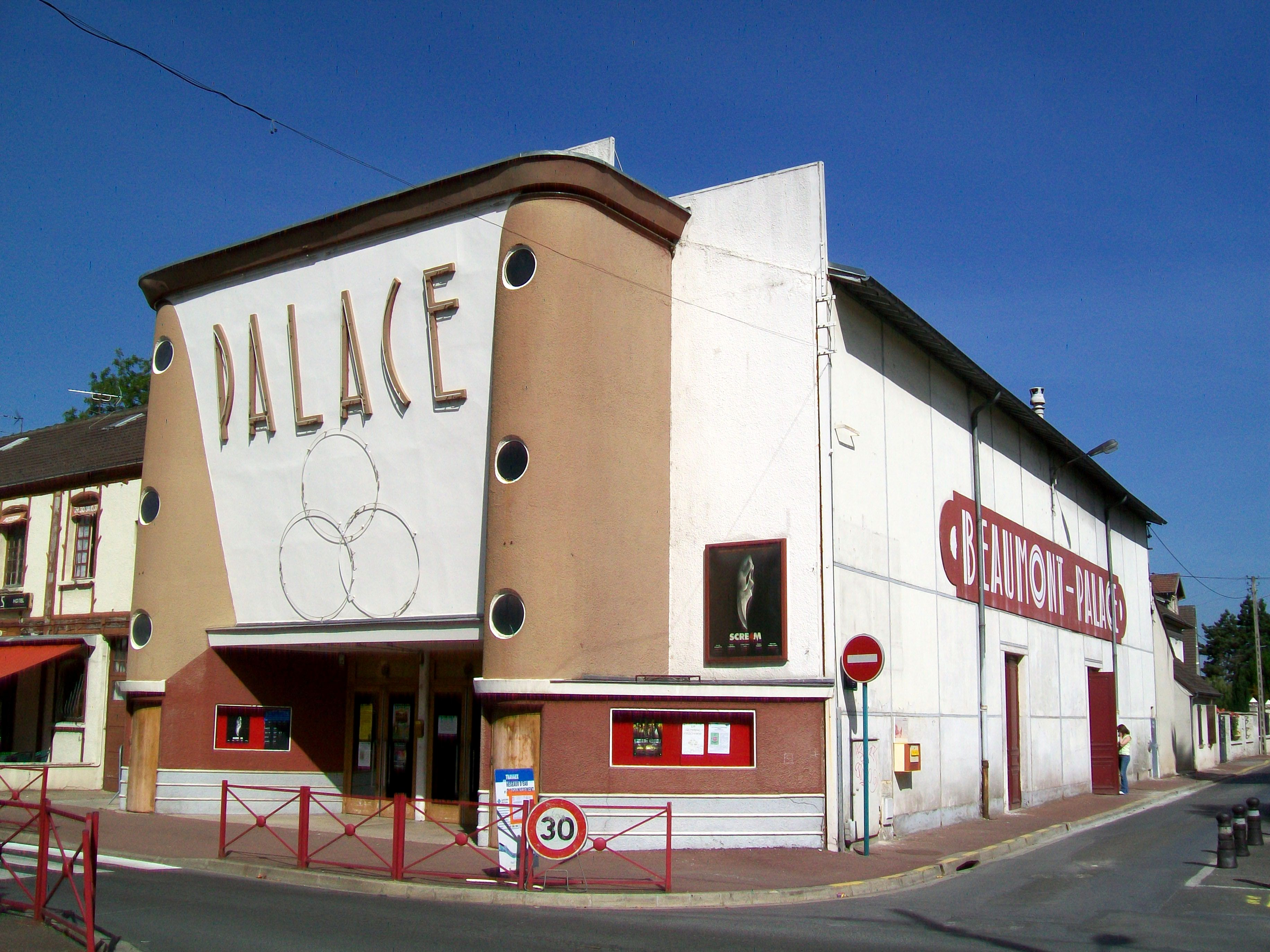
Le cinéma Le Palace où était tournée l'émission La Dernière Séance.

Le père d'Eddy Mitchell, Robert Moine, lui transmet dès son plus jeune âge un goût certain pour le cinéma, en particulier pour les westerns américains des années cinquante. Cette passion de jeunesse trouve son aboutissement lorsque, à partir de 1982, il anime pendant 17 ans sur FR3 une émission, La Dernière Séance, consacrée au cinéma américain.

### La Dernière Séance(1982-1998)
De 1982 à 1998, Eddy Mitchell présente l'émission La Dernière Séance diffusée mensuellement sur FR3, puis France 3, programmant essentiellement des films hollywoodiens des années 1950, tous genres confondus. Chaque soirée comprend un film doublé en français, des actualités cinématographiques d'époque, des dessins animés puis un film en version originale sous-titrée.
La plupart des émissions sont tournées au cinéma Le Palace à Beaumont-sur-Oise (95) qui est un exemple de décor des années 1950–1960 ; au cinéma Le Voltaire de La Garenne-Colombes (92) lequel bien que classé a été détruit en 2003 ; ainsi qu'au cinéma Le Trianon à Romainville (93), qui a été classé en juillet 1997 à l'inventaire des Monuments Historiques.

### Acteur
La carrière d'acteur d'Eddy Mitchell connaît deux périodes, avant et après 1980. Jusqu'à Je vais craquer il ne fait que de brèves apparitions, souvent dans son propre rôle, ou incarnant un personnage ressemblant au chanteur qu'il est dans la vie. Il trouve sa place dans le cinéma français en tant qu'acteur de composition à partir du téléfilm Gaston Lapouge et surtout Coup de torchon, où il incarne Nono, un simple d'esprit. Une interprétation qui lui vaut d'être nommé dans la catégorie meilleur acteur dans un second rôle, lors de la 7e cérémonie des César. À propos du rôle, il évoque[Quand ?] dans un entretien télévisé[Lequel ?] une discussion avec Bertrand Tavernier, réalisateur du film : « Je te préviens, il faudra que tu incarnes un imbécile. - Eh bien c'est parfait, on fera semblant de dire que c'est un rôle de composition ! ».
En 1995, il obtient le César du meilleur acteur dans un second rôle pour son personnage de macho rustre et épicurien dans Le bonheur est dans le pré. Il joue régulièrement jusqu'en 2003, parfois dans plusieurs films par an. Après un ralentissement de rythme au milieu des années 2000, il enchaîne de nouveau les rôles, dont celui de Frédéric Selman dans Salaud, on t'aime de Claude Lelouch aux côtés de Johnny Hallyday, Sandrine Bonnaire, Irène Jacob, Valérie Kaprisky ou encore Rufus.

### Autres
En 2012, Eddy Mitchell est le narrateur d'un documentaire consacré au cinéma français (de 1942 à 2012), diffusé dans un coffret DVD produit et réalisé par Laurent Chollet.

## Théâtre

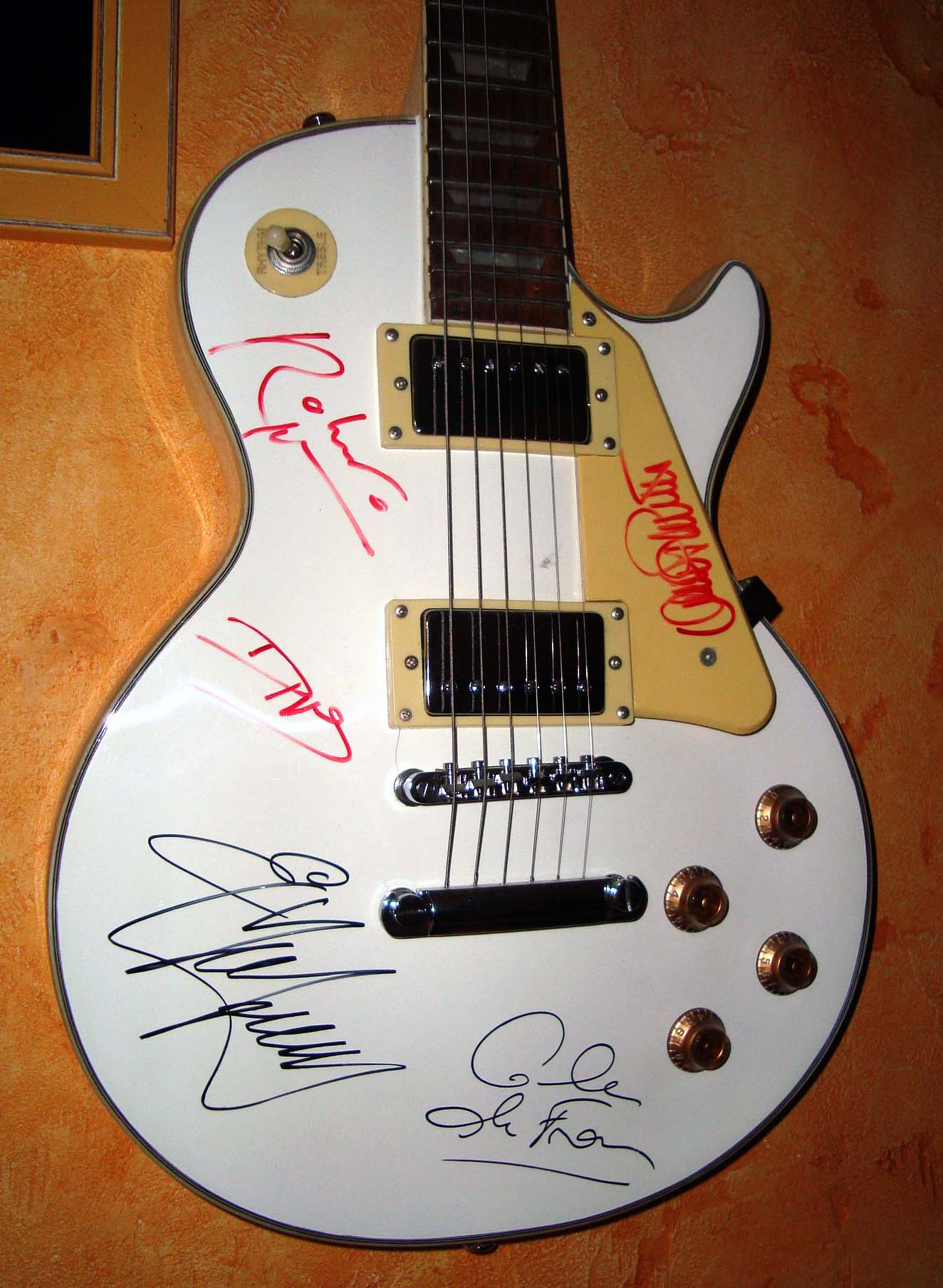
Dédicace d'Eddy Mitchell (avec celle de Cécile de France entre autres) sur une guitare lors de l'une de ses représentations théâtrales du Temps des cerises.

- 2008 : Le Temps des cerises de Niels Arestrup, mise en scène de Stéphane Hillel, Théâtre de la Madeleine. Avec Cécile de France.
- 2014 : Un singe en hiver de Stéphan Wojtowicz, d'après le roman éponyme d'Antoine Blondin et les dialogues de Michel Audiard extraits du film d'Henri Verneuil, mise en scène de Stéphane Hillel, Théâtre de Paris[62]. La pièce se joue du 27 février au 7 juin 2014[63]. Avec Fred Testot.

## Publicités
Eddy Mitchell a tourné dans plusieurs publicités :
- en 1982, il tourne et chante un spot publicitaire pour la chaine de restauration rapide « What a burger ! »[64].
- en 1984, il assure le rôle principal dans un spot pour la marque de prêt-à-porter féminin Rodier[65].
- en 1989, il succède à la mère Denis, le temps de quelques spots pour la marque de lave-linge et de lave-vaisselle Vedette[66]
- en 2003, sous les traits d'un « conseiller en achat de chevaux », il tourne dans une publicité pour La Poste[67].
- en 2009, il tourne pour Audition Santé un spot publicitaire sur le principe de la prévention et concernant la perte d'audition[68].

En 1987, il passe derrière la caméra et réalise son 1er spot, pour les bonbons Haribo,.

## Publications
- Galas, galères, autobiographie, Éditions Jacques Grancher (coll. « Souvenirs »), 1979.
- Cocktail Story, RMC Éditions (recettes de cocktails et recueil d'anecdotes sur le monde de l'industrie du spectacle, 1986.
- P'tit Claude, roman, L'Arbre à cames (et réédition Presses-Pocket), 1994. En novembre 2022, le livre est réédité chez Dargaud, dans une version illustrée par Ralph Meyer, sous le titre Des Lilas à Belleville[71],[72].
- Il faut rentrer maintenant, mémoires, coécrit avec Didier Varrod, Éditions de La Martinière, 2012.
- Le dictionnaire de ma vie, Kero éditions, 2020.
- Des Lilas à Belleville, illustré par Ralph Meyer, Éditions Dargaud, 2022.
- Eddy Mitchell, Marc Maret et Alain Artaud, Ma discothèque idéale, Paris, Hors Collection, 2023, 192 p. (ISBN 978-2701403878)
- Eddy Mitchell, Autobiographie, Paris, Le Cherche Midi, 2024, 239 p. (ISBN 9782749181738)

## Distinctions

### Décorations
- Commandeur de l'ordre des Arts et des Lettres (2019) [73] ; officier (2003) ; chevalier (1986)

### Récompenses

#### Musique
- Victoires de la musique 1992 : victoire du concert de l'année pour Eddy Mitchell au Casino de Paris
- Victoires de la musique 1994 : victoire du meilleur album de l'année pour Rio Grande
- Victoires de la musique 1995 : victoire du concert de l'année pour Eddy Mitchell à Bercy, au Casino de Paris, à l'Olympia et au Zénith
- Victoires de la musique 1997 : victoire du meilleur album de l'année pour Mr. Eddy
- Victoires de la musique 2011 : victoire du concert de l'année pour Ma dernière séance à l'Olympia et en tournée

#### Cinéma
- 1996 : César du meilleur acteur dans un second rôle pour Le Bonheur est dans le pré d'Étienne Chatiliez.

Eddy Mitchell a précédemment été nommé dans cette catégorie, en 1982 pour Coup de torchon de Bertrand Tavernier.